# Североникель

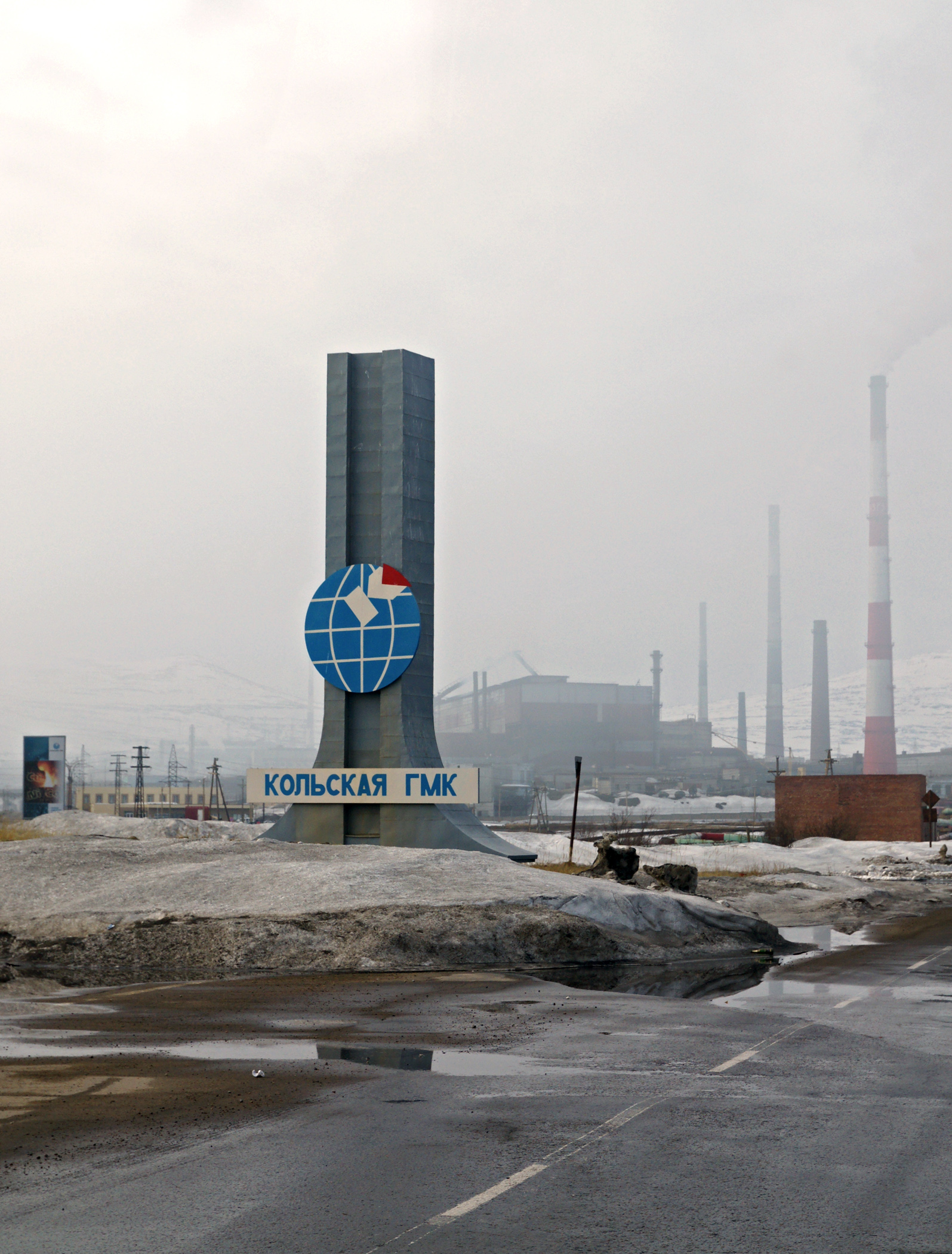

Североникель— комбинат по производству никеля и меди, расположенный в городе Мончегорск. Входит в состав АО «Кольская горно-металлургическая компания».

## История
В 1930 году академиком Ферсманом было открыто месторождение медно-никелевых сульфидных руд Терраса в западной части массива Нюд, с этого времени началось систематическое геологическое изучение Мончегорского района.
Решение о создании комбината было принято в 1934 году, а 29 апреля 1935 года наркомом тяжелой промышленности СССР Серго Орджоникидзе был подписан приказ об ударном строительстве на Кольском полуострове металлургического комбината мощностью 10 тысяч тонн никеля и 10 тысяч тонн меди в год. Одновременно со строительством комбината началось и строительство Мончегорска.
В 1935 году Управление Беломорско‑Балтийского канала направило на строительство комбината и будущего города 2500 заключенных и спецпереселенцев.
23 февраля 1939 года комбинат дал первый товарный огневой никель, а с июля 1940 года он начал также производить кобальт. В 1940 году комбинат был передан в ведение НКВД СССР.
В 1941 году в связи с началом Великой Отечественной войны оборудование комбината было, в основном, эвакуировано, главным образом на Урал и в Норильск. Эвакуированные работники комбината помогли наладить выпуск никеля на норильском комбинате.
В мае 1942 года было принято решение о восстановлении комбината и уже осенью 1942 года было восстановлено производство файнштейна, а полный цикл производства был восстановлен к осени 1945 года. 20 декабря 1942 года было принято Постановление ГКО СССР о выпуске комбинатом «Североникель» нестандартного никеля.
В 1963 году впервые в СССР на комбинате было налажено производство карбонильного никеля. В том же году «Североникелю» было присвоено имя В. И. Ленина.
В 1966 году комбинат был награждён орденом Ленина.
В 1979 году на комбинате впервые была получена электролитная медь.
В 1982 году на комбинате вступил в строй медно-никелевый комплекс по переработке рудного сырья и файнштейна Норильского горно-металлургического комбината.
В 1989 году комбинат «Североникель» вошёл в состав в государственного концерна «Норильский никель», который в 1994 году был акционирован.
В 1998 году комбинаты «Североникель» и «Печенганикель» были объединены в составе АО «Кольская горно-металлургическая компания».
В декабре 2002 года на «Североникеле» было введено в эксплуатацию новое гидрометаллургическое отделение с уникальной технологией «обжиг — выщелачивание — электроэкстракция», которая позволяет утилизировать до 98 % серы.
В 1989—1990 комбинат выплавлял 140 тыс. т. никеля в год, затем начался спад и в 1993—1996 комбинат производил около 60 тыс. т никеля и меди, работая главным образом на норильской руде. В настоящее время комбинат перерабатывает файнштейн, поступающий с комбината «Печенганикель», а также значительное количество вторичных материалов, содержащих цветные и драгоценные металлы.